# Ružić, Vladičin Han
Ružić (izvirno srbsko Ружић) je naselje v Srbiji, ki upravno spada pod Občino Vladičin Han; slednja pa je del Pčinjskega upravnega okraja.

## Demografija
V naselju živi 157 polnoletnih prebivalcev, pri čemer je njihova povprečna starost 50,1 let (47,5 pri moških in 52,7 pri ženskah). Naselje ima 70 gospodinjstev, pri čemer je povprečno število članov na gospodinjstvo 2,59.
To naselje je popolnoma srbsko (glede na rezultate popisa iz leta 2002), a v času zadnjih treh popisov je opazno zmanjšanje števila prebivalcev.
|  |

| Demografija | Demografija     | Demografija     |
| Leto        | Št. prebivalcev | Št. prebivalcev |
| ----------- | --------------- | --------------- |
|             |                 |                 |
|             |                 |                 |
|             |                 |                 |
|             |                 |                 |
| 1948        | 601             |                 |
| 1953        | 677             |                 |
| 1961        | 635             |                 |
| 1971        | 576             |                 |
| 1981        | 466             |                 |
| 1991        | 273             | 273             |
| 2002        | 182             | 181             |
|             |                 |                 |

| Etnična sestava po popisu iz leta 2002 | Etnična sestava po popisu iz leta 2002 | Etnična sestava po popisu iz leta 2002 | Etnična sestava po popisu iz leta 2002 | Etnična sestava po popisu iz leta 2002 |
| -------------------------------------- | -------------------------------------- | -------------------------------------- | -------------------------------------- | -------------------------------------- |
| Srbi                                   | Srbi                                   |                                        | 181                                    | 100,0%                                 |
| Neznano                                | Neznano                                |                                        | 0                                      | 0,0%                                   |